# Златари (Рудо)
Златари су насељено мјесто у општини Рудо, Република Српска, БиХ. Према попису становништва из 1991. у насељу је живјело 92 становника.

## Становништво
Према попису становништва из 1991. године, мјесто је имало 92 становника. Сви становници су били Срби.
| Демографија | Демографија | Демографија |
| Година      | Становника  | Становника  |
| ----------- | ----------- | ----------- |
| 1991.       | 92          |             |